# Stazione Wilkes

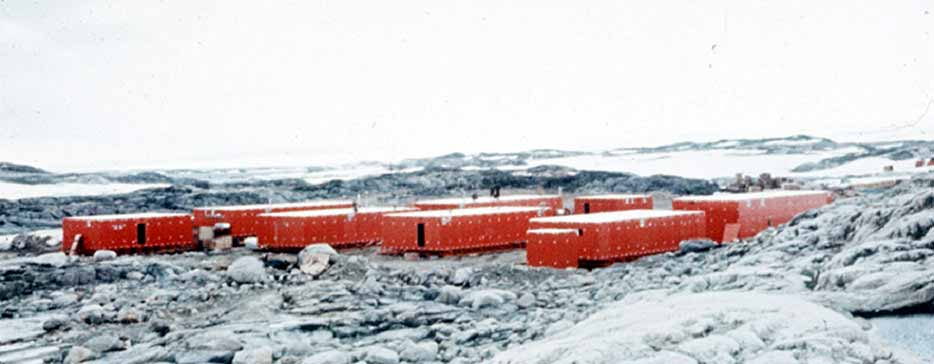
Stazione Wilkes

La stazione Wilkes (in inglese Wilkes Station) è una base antartica abbandonata australiana che porta il nome di Charles Wilkes, esploratore statunitense.

## Ubicazione
Localizzata a ad una latitudine di 66° 15' sud e ad una longitudine di 110°31' ovest la stazione si trova nella costa Budd (terra di Wilkes).

## Storia
La stazione è stata inaugurata il 29 gennaio 1957 dagli Stati Uniti come parte del programma per l'anno internazionale di geofisica. Gli uomini della Us Navy impiegarono 16 giorni per costruire la maggior parte degli edifici della stazione, scaricando oltre 11 000 tonnellate di materiali e rifornimenti.
Il sito venne scelto dal Stati Uniti ed Australia poiché geograficamente vicino al polo sud magnetico e quindi importante in un'ottica di guerra fredda per contrastare le attività sovietiche in Antartide.
L'Australia ebbe formalmente possesso della base nel febbraio 1959, ma il personale statunitense non voleva operare sotto comando estero, quindi venne mantenuto un controllo de facto americano sino al 1961, quando l'ANARE prese controllo esclusivo della struttura.
La stazione venne abbandonata nel 1964: a causa di un difetto di progettazione le strutture si erano impregnate di carburante filtrato dai depositi ed erano quindi ad alto rischio d'incendio. Gli edifici vennero rapidamente coperti dalla neve e dal ghiaccio. La struttura sostitutiva (stazione Casey) venne ultimata nel 1969 sull'altro lato della baia.

## Situazione attuale
La stazione Wilkes è quasi completamente congelata e affiora soltanto durante disgeli particolarmente abbondanti (solitamente ogni 4-5 anni). Tra le strutture rimaste, sono visibili i rifugi Clements e Jamesway che formavano rispettivamente le unità abitative ed i magazzini della base e diversi serbatoi. Nella stazione sono presenti anche molti oggetti intrappolati nel ghiaccio che costituiscono un'attrazione suggestiva per i pochi turisti dell'area.
Nel 2024, il governo australiano ha avviato un progetto di bonifica ambientale presso l'ex Stazione Wilkes, con l'obiettivo di rimuovere i rifiuti contaminanti accumulati nel corso dei decenni.